# Mount Meister
Mount Meister är ett berg i Antarktis. Det ligger i Östantarktis. Nya Zeeland gör anspråk på området. Toppen på Mount Meister är 2 520 meter över havet, eller 768 meter över den omgivande terrängen. Bredden vid basen är 3,5 km.
Terrängen runt Mount Meister är varierad. Trakten är obefolkad. Det finns inga samhällen i närheten.